# کلیسای زور زور
کلیسای مریم مقدس  زور زور (به ارمنی Ծոր Ծորի Սուրբ Աստվածածնի մատուռ - به انگلیسی Chapel of Dzordzor)، نام کلیسایی است واقع در استان آذربایجان غربی، شهرستان ماکو و در ۱۲ کیلومتری شمال غرب قره کلیسا و در نزدیکی روستای بارون، در دهنه دره‌ای که رودخانه زنگمار از آن جاریست و در دامنه کوهپایه‌ای که به یک تنگنای بسیار فشرده می‌رسد، بنا گردیده‌است. این کلیسا از جمله بناهای تاریخی ایران است که در فهرست آثار ملی ایران و فهرست میراث جهانی یونسکو نیز به ثبت رسیده‌است؛ همچنین روستای بارون نیز به‌طور جداگانه در فهرست یونسکو جای دارد. در سال ۱۳۶۷ به دلیل آبگیری سد بارون، کلیسا با مصالح موجود عیناً به نقطه‌ای مرتفع‌تر در ۶۰۰ متری محل اصلی منتقل گردید.

## تاریخ
تاریخ بنای زور زور بین سال‌های ‎ ۱۳۱۵–۱۳۴۲ میلادی تخمین زده می‌شود و توسط اسقف اعظم کلیسای تادئوس مقدس، به نام «زکریا» از خاندان بزرگ و مالکین آن منطقه، ساخته شده و به صورت مدرسه تعلیمات دینی و فرهنگی و ادبی، زیر نظر اسقف «هوانس یرزنقاتسی» (یرزنگاتسی) که یکی از مشاهیر ادب و تعلیم و تربیت ارمنیان محسوب می‌شود اداره می‌شد؛ او در سال ۱۳۴۱ میلادی مقیم این کلیسا بود، و به این سبب او را «زور زورتسی» (Hovanes yerznkatsi - Tsortsoretsi) نیز می‌نامند.

## معماری کلیسا
این کلیسای صلیبی شکل است و ابعاد بیرونی آن ۷/۲۰ × ۵/۱۰ و ارتفاع آن پس از تجزیه و تحلیل تناسبات پلان و انتقال آن بر نمای ساختمان، ۱۲/۵۸ به دست آمده‌است. این کلیسا همانند سایر کلیساهای ارمنی که در آن روزگار ساخته می‌شد، با سنگ‌های تراشیده شده در حجم‌های مختلف ساخته شده‌است. نمای کلیسا بسیار ساده است و فقط اطراف پنجره‌ها و نورگیرها با ستون‌های کاذبی که به قوس جناغی ختم می‌شوند تزیین شده‌است.

## دوباره‌سازی کلیسا
وزارت نیرو به منظور تأمین آب به دشت ماکو، پروژه سد مخزنی بارون را به تصویب رسانید و از سال ۱۳۶۶، عملیات ساختمانی آن شروع شد. کلیسا در همان نقطه‌ای قرار گرفته بود که دیوار حائل سد نیز می‌بایستی در آنجا بر پا می‌گردید و طبق نقشه‌های مصوب، پس از اتمام آن و آبگیری دریاچه، کلیسای مزبور در دریاچه سد غرق می‌شد. از طرفی عملیات خاکبرداری تونل‌های انحرافی و یک رشته انفجارهای ساختمانی به بقیه بنای کلیسا آسیب فراوانی وارد نموده بود. به همین علت مدیریت اجرایی سازمان میراث فرهنگی کشور، با موافقت وزارت نیرو و همکاری شرکت‌های (مهاب قدس و پیماب) و سازمان آب و برق منطقه‌ای و همچنین توسط کارشناسان سازمان میراث فرهنگی و به همکاری متخصصین و معماران جمهوری ارمنستان در مدت ۲۵ روز، با رعایت نکات علمی، سنگ به سنگ، لایه‌های دیوار چینی شماره گذاری، پیاده و به محل دیگری با ارتفاع حدود ۱۱۰ متر و به فاصله ۶۰۰ متری آن نقطه، منتقل و بر روی یک برآمدگی صخره‌ای، از نو بنا گردید.